# رشاد حسين
رشاد حسين (بالإنجليزية: Rashad Hussain)‏ هو محامي ودبلوماسي أمريكي، ولد في 1978.